# SIG Sauer P226
La SIG Sauer P226 es una pistola semiautomática fabricada por la empresa SIG Sauer. Tiene versiones que disparan los cartuchos 9 x 19 Parabellum, .40 S&W, .357 SIG, y .22 Long Rifle. Su diseño está basado en el de la SIG Sauer P220, pero modificado para emplear cargadores de doble hilera con mayor capacidad en lugar de los cargadores monohilera originales de la P220. La P226 tiene sus propias subvariantes: la P228 y la P229, siendo ambas versiones compactas de la P226. La SIG Sauer P226 y sus variantes están en servicio con varias agencias policiales y Fuerzas Armadas de muchos países.

## Historia

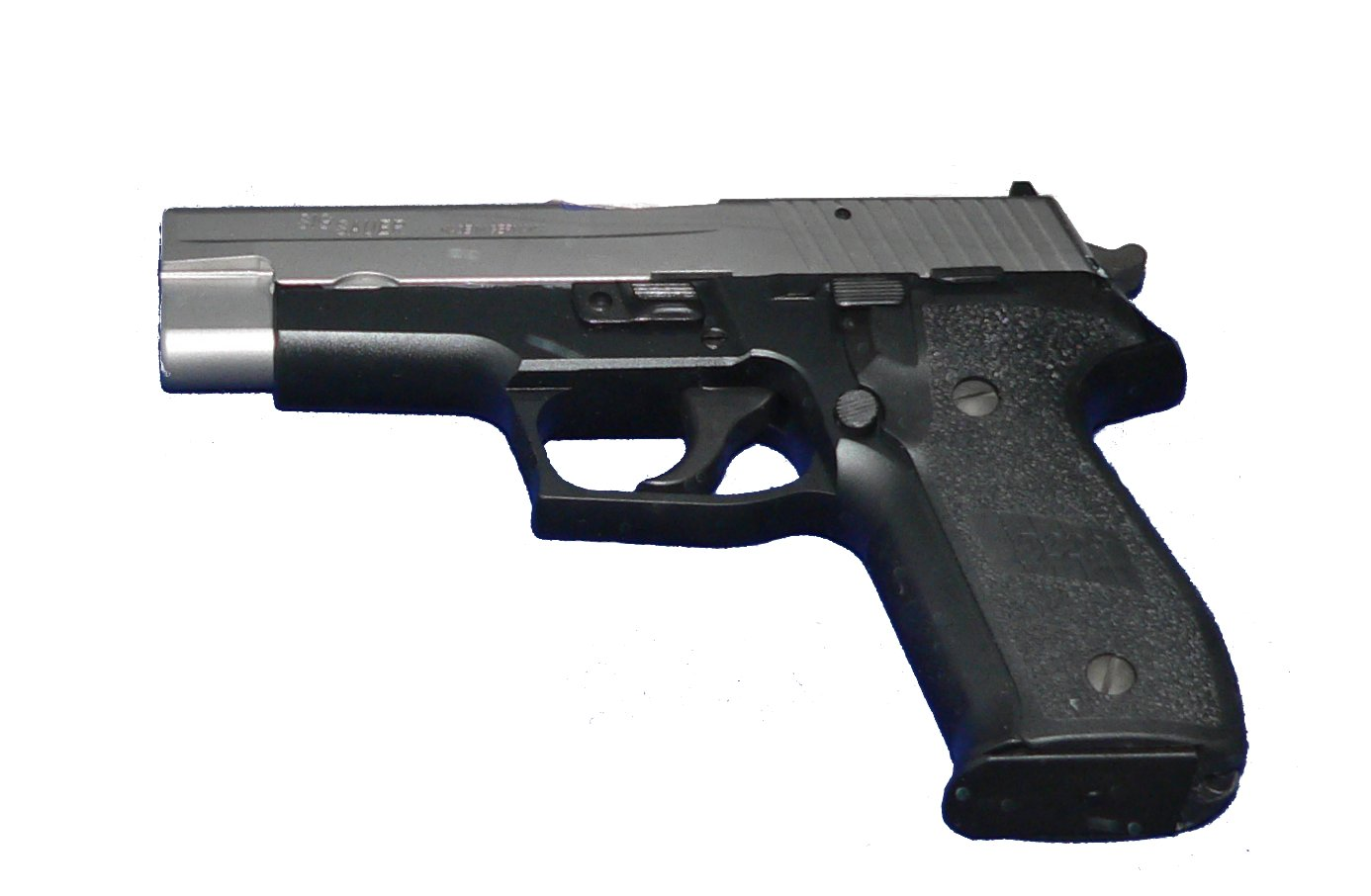
SIG Sauer P226.

En 1975, la empresa suiza Schweizerische Industrie Gesellschaft (SIG) firmó un acuerdo con la empresa armera alemana J.P. Sauer & Sohn para desarrollar una nueva pistola, que sería la P220. Esta fue la primera pistola de la SIG Sauer que se vendió en Estados Unidos. Inicialmente fue distribuida por la Browning como la Browning BDA. La Sig Sauer P220 fue el resultado de refinar el diseño Petter-Browning empleado en la SIG P210. Su sistema de acerrojamiento de la recámara es muy diferente y fue creado por SIG Sauer.
La P226 fue diseñada para participar en las pruebas de la Pistola XM9, que fueron llevadas a cabo por el Ejército de los Estados Unidos en 1984 para que las Fuerzas Armadas estadounidenses pudieran encontrar un reemplazo para la Colt M1911A1 y otros 24 modelos de armas auxiliares en servicio. Solamente la Beretta 92SBF y la SIG P226 pasaron satisfactoriamente las pruebas. Según un reporte de la GAO, la Beretta obtuvo el contrato M9 con la 92F debido a un menor costo total. La P226 era menos costosa por unidad que la 92F, pero el precio total de la SIG con cargadores y piezas de repuesto era más alto que el de la Beretta. Sin embargo, los SEAL eligieron más tarde adoptar la P226 con la designación P226 MK25 y con protección anticorrosiva especial.
Para las pruebas militares estadounidenses XM9, la P226 fue importada por la empresa Saco Defense. Interarms la importó cuando esta pistola entró al mercado civil de armas. La SIG Sauer finalmente fundaría la subsidiaria SIGARMS, Inc. (hoy Sig Sauer) en Estados Unidos para importar sus productos. En 2000, la SIG Holding AG vendió la J.P. Sauer & Sohn GmbH a dos empresarios alemanes. La marca SIG Sauer quedó en manos de J.P. Sauer & Sohn GmbH.

## Detalles de diseño

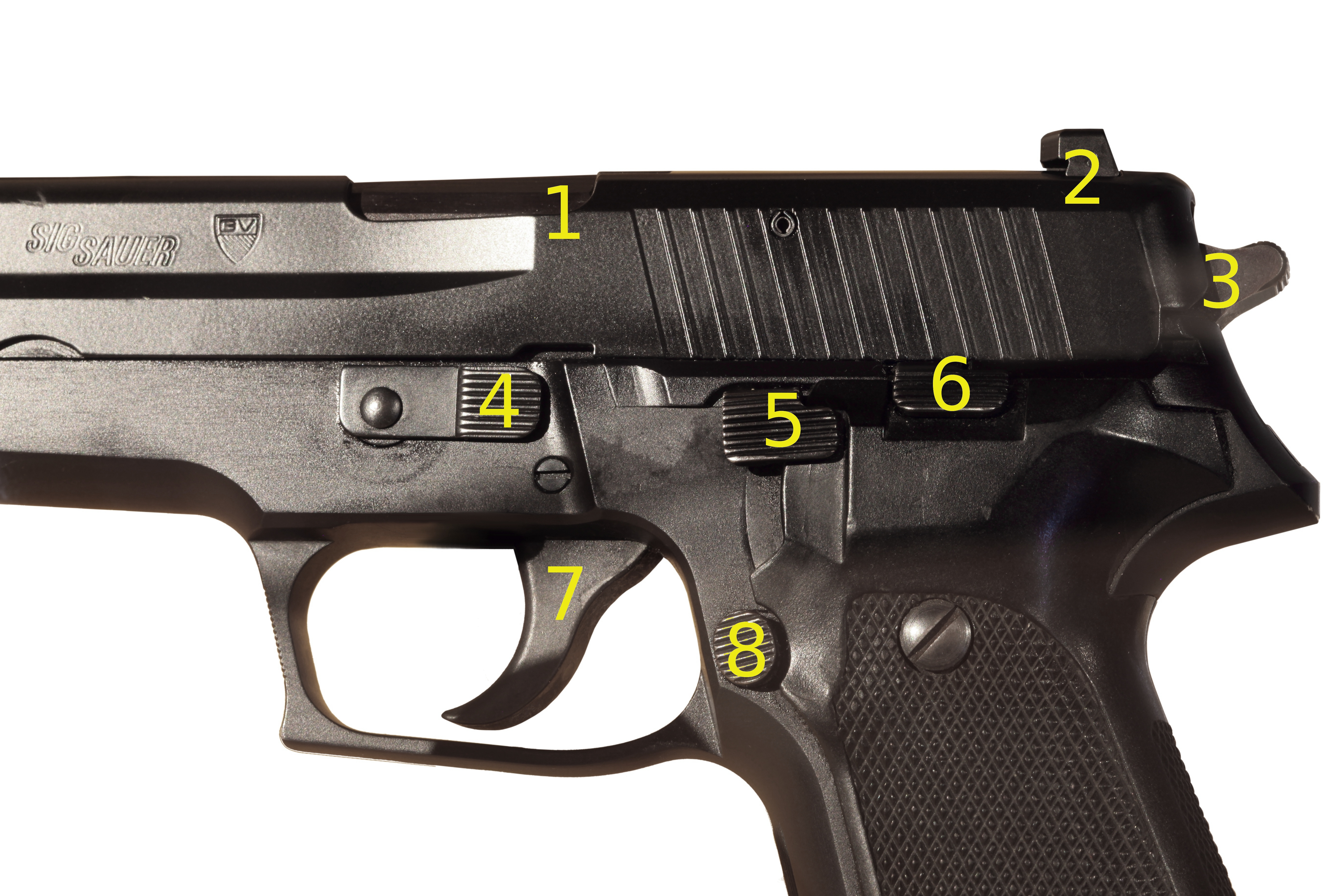
Detalle de los controles y piezas: 1. Portilla de eyección/tetón de acerrojado, 2. Alza, 3. Martillo, 4. Palanca de desarmado, 5. Palanca desamartillado, 6. Tope de la corredera, 7. Gatillo, 8. Botón del retén del cargador.

La P226, al igual que otras pistolas de la serie SIG Classic, es accionada por el sistema de retroceso corto y recámara acerrojada ideado por John Moses Browning. Al disparar, la corredera y el cañón se mantienen juntos por unos cuantos milímetros durante el retroceso, después de lo cual el cañón retrocede hacia abajo. En este momento la bala ha salido del cañón y la presión baja a niveles seguros, por lo cual la corredera termina de ir hacia atrás, eyectando el casquillo vacío. Entonces el muelle recuperador impulsa hacia adelante la corredera, que extrae un cartucho del cargador y en los últimos milímetros del movimiento hacia adelante el cañón se levanta, acerrojando la corredera y el cañón nuevamente, con lo cual el cartucho queda alojado definitivamente en la recámara.

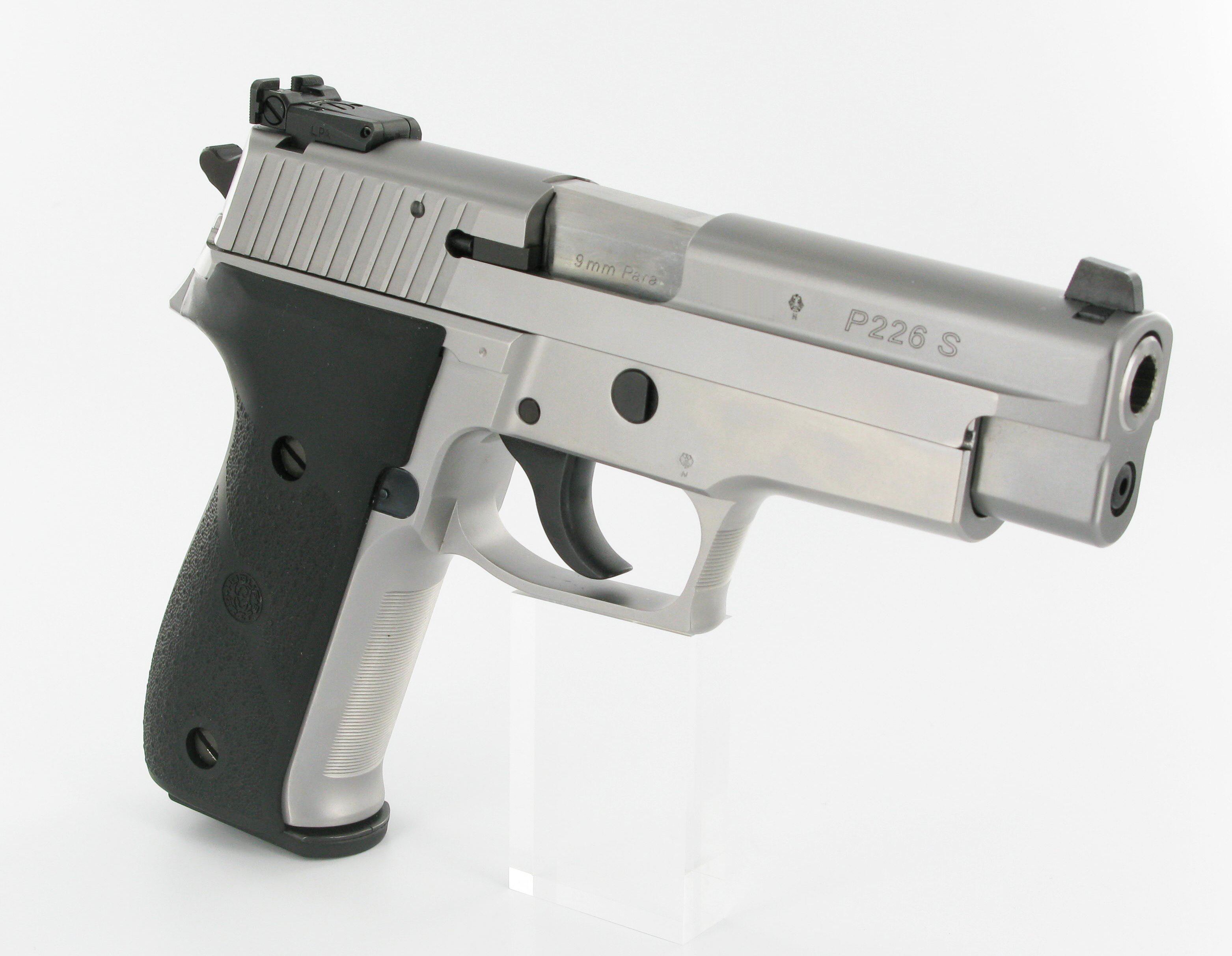
Una SIG Sauer P226 S Sport Stock, variante hecha de acero inoxidable con cañón pesado y mecanismos de puntería ajustables LPA.

En lugar de los tetones de acerrojado y los entalles fresados en el cañón y la corredera, de otras pistolas tipo Browning (como la Colt M1911A1, la FN Browning GP-35 y la CZ 75), la P226 acerroja el cañón y la corredera usando una sección alargada de la recámara denominada block de recámara, que se encaja en la ventana de eyección. Este sistema modificado, que fue ideado por la SIG según la Pistola Modelo 1935 de Charles Petter y su propia SIG P210, no tiene desventajas funcionales en comparación con el sistema original, siendo copiado desde entonces por varios fabricantes de armas.
La corredera de la P226 producida antes de 1996 era de chapa de acero estampada, con una sección frontal soldada que incorporaba un cojinete interno del cañón. El cerrojo era una pieza fresada unida a la corredera mediante calentamiento y un pasador visible desde ambos lados. Desde 1996, la producción pasó a ser mediante fresado por control numérico y ahora la corredera es fresada a partir de una sola pieza de acero inoxidable. Por lo tanto, la actual P226 estándar tiene una corredera de acero inoxidable bañada con Nitron. Esto resultó en una corredera más fuerte, que era necesaria para disparar los cartuchos más potentes .40 S&W y .357 SIG.[cita requerida] El armazón de la mayoría de modelos está hecho de aleación dura de aluminio anodizada.

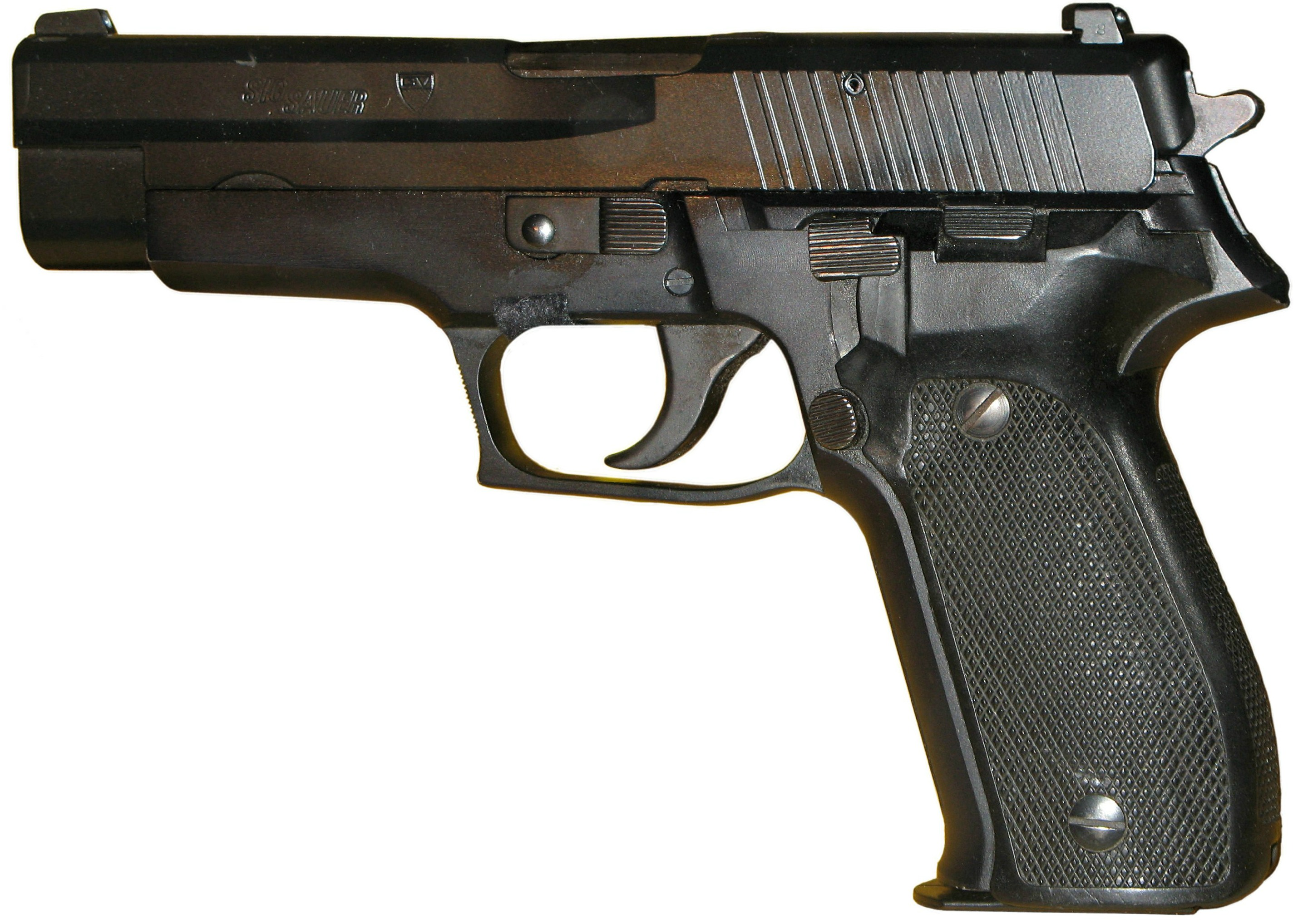
Una SIG-Sauer P226 de Alemania Occidental original.

La SIG Sauer P226 estándar incorpora una palanca de desamartillado en el lado izquierdo del armazón, encima del botón del retén del cargador, que apareció por primera vez en la Sauer 38H antes de la Segunda Guerra Mundial, la cual permite soltar el martillo con seguridad. Al cargar o disparar, el movimiento de la corredera arma automáticamente el martillo. Al utilizar la palanca de desamartillado, el martillo puede desamartillarse sin accionar el seguro del percutor, haciendo que sea imposible disparar el arma por accidente al usar la palanca de desamartillado. Además, el uso de la palanca de desamartillado hace que el arma no se dispare al caer, lo cual significa que el percutor no podrá disparar un cartucho cargado a menos que se apriete el gatillo. Si se aprieta el gatillo y se jala lentamente el martillo no se asegurará la pistola, pudiendo ocurrir un disparo accidental si se aplica suficiente fuerza en el martillo.
Adecuadamente desamartillada, la pistola puede ser enfundada con seguridad y ser disparada en doble acción solo con apretar el gatillo. La SIG P226 no tiene seguro manual. La presión necesaria para accionar su gatillo de doble acción es de aproximadamente 44 N. Los siguientes disparos se efectúan en acción simple, con una presión más ligera del gatillo, de aproximadamente 20 N. Al igual que otras pistolas de doble acción, tales como la HK USP y la Beretta 92F, se necesita cierto entrenamiento para minimizar la diferencia en el punto de mira producida por la distinta presión entre un primer disparo en doble acción y los siguientes disparos en acción simple. El martillo también puede ser armado manualmente por el tirador en cualquier momento, para disparar en acción simple.

## Producción
Las pistolas SIG Sauer son fabricadas en Suiza, en Eckernförde (Alemania) por la firma J.P. Sauer & Sohn y en Exeter, New Hampshire (Estados Unidos) por la Sig Sauer (anteriormente SIGARMS Inc)
La empresa china Norinco produce copias de la P226 con el nombre de NP226. Otras copias sin licencia son la MA-6 de Birmania y la ZOAF de Irán, ambas siendo las pistolas estándar de sus respectivas Fuerzas Armadas.    

## Variantes

### P226 Rail
La P226 Rail (o P226R) es igual a la P226, excepto que tiene un riel en la parte inferior del armazón, delante del guardamonte. El riel de la P226R tiene una forma más redondeada que el riel Picatinny M1913 estándar militar y aunque se pueden montar la mayoría de accesorios para riel Picatinny, no todos pueden montarse. Ahora este riel es estándar en la P226.

### P226 Tactical
Es una P226R con cañón de 127 mm y roscado externo para instalarle un silenciador (el cañón de la P226 estándar tiene una longitud de 112 mm). Está equipada con alza y punto de mira nocturnos SIGLITE, un cargador alargado de 20 cartuchos y dos cargadores estándar de 15 cartuchos.  

### P226 Tactical Operations (TacOps)
Básicamente es una P226 Elite con cachas agrandadas Magwell y una corredera de acero inoxidable bañada con Nitron. Utiliza el armazón de la Elite (con riel para accesorios estándar) y su corredera tiene entalles de amartillado en la parte delantera. Al igual que en la Elite, el SRT es estándar. Su cargador tiene una capacidad de 20 cartuchos 9 x 19 Parabellum, y de 15 cartuchos .40 S&W y .357 SIG. La pistola viene equipada con alza de combate nocturno SigLite y un punto de mira TruGlo de fibra óptica con tritio. Es distribuida con 4 cargadores. Un cañón alargado con roscado externo es opcional.

### P226 Navy
Los equipos SEAL de la Armada estadounidense empezaron a emplear la SIG P226 en la década de 1980, después de ser probadas con éxito por los Kampfschwimmer alemanes.
Las primeras pistolas P226 inspiradas en los equipos de Guerra Naval Especial que fueron ofrecidas al mercado civil fueron los modelos NSW Commemorative, suministrados a inicios de 2004. La SIG P226-9-NAVY es una versión de la SIG P226 que tiene una corredera de acero inoxidable con un ancla grabada, para designarla como una pistola de Guerra Naval Especial. La SIGARMS reunió $100.000 para la Special Operations Warrior Foundation a través de la venta de estas pistolas con número de serie NSW. La pistola con el número de serie NSW0001 fue vendida durante una subasta en vivo en el programa radiofónico de Laura Ingraham por $25.000. A las versiones comerciales producidas más tarde se les añadió un riel universal para accesorios, conservando el ancla de los anteriores modelos pero sin los mecanismos de puntería nocturnos SIGLITE.

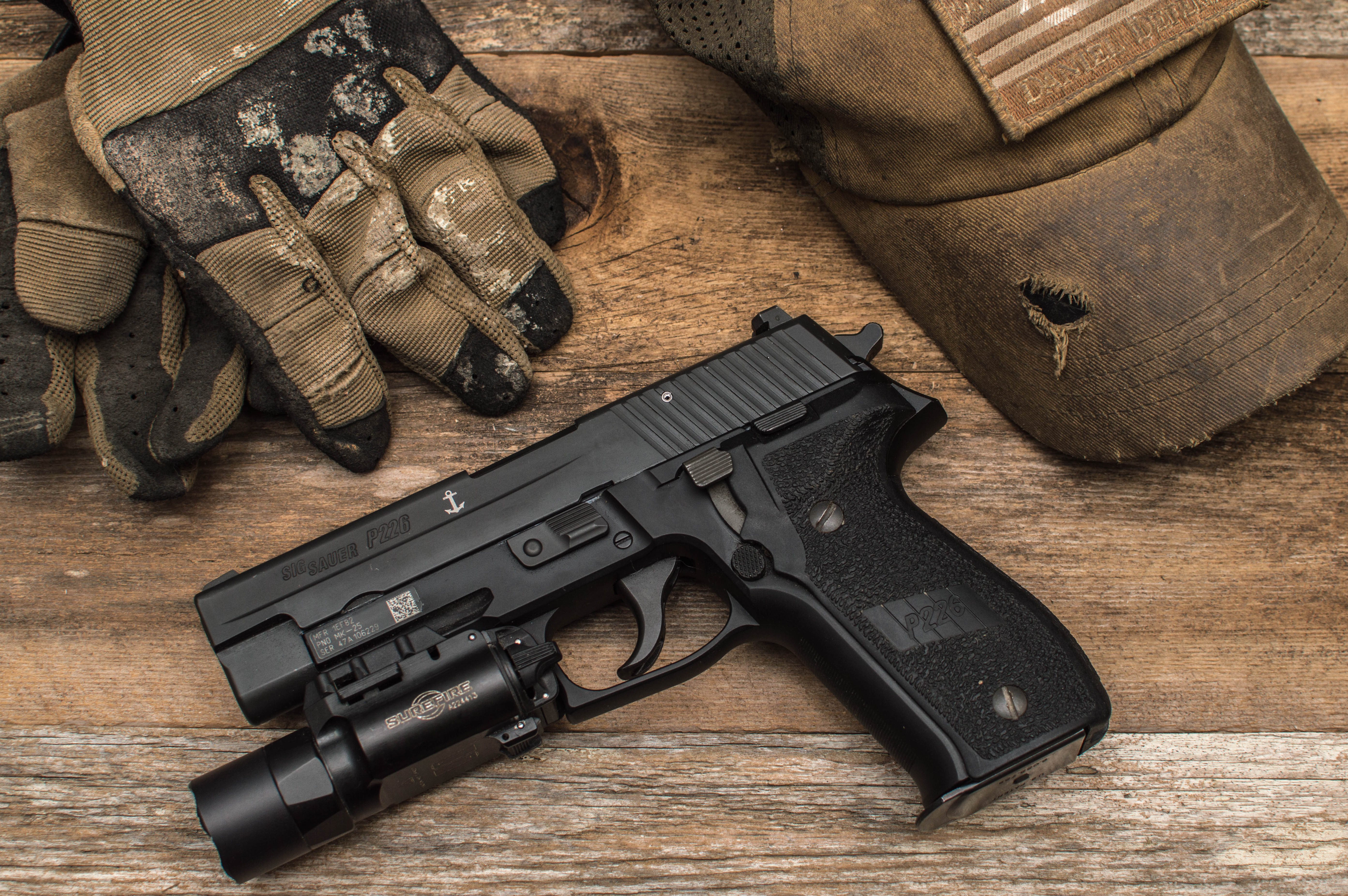
Una P226 Mk25 con código de barras UID, marcaje del Ancla de Plata y una linterna táctica SureFire X300 Ultra montada en el Riel Picatinny.

### P226 MK25
Lanzada en 2011, la P226 MK25 fue publicitada por la SIG como idéntica a la pistola empleada por los equipos SEAL de la Armada estadounidense. Las características que ayudan a identificarla entre otras variantes de la P226 incluyen el ancla de plata y la etiqueta de identificación UID en el lado izquierdo del armazón, así como un riel Picatinny estándar militar. Aunque externamente es similar al modelo Navy, la MK25 tiene una capa de anticorrosivo aplicada a todas sus superficies externas e internas, al igual que mecanismos de puntería nocturnos SIGLITE.

### P226 Blackwater
Introducida en 2007, la SIG P226 Blackwater fue diseñada en cooperación con el Blackwater Training Center. Tiene alza y punto de mira nocturnos SIGLITE, el logotipo de la Blackwater Worldwide estampado en la corredera y cachas de madera, un riel Picatinny integrado, armazón anodizado de color negro y una corredera de acero inoxidable bañada con Nitron. Solamente estaba disponible para el cartucho 9 x 19 Parabellum, con un gatillo de doble acción. La pistola era vendida con cinco cargadores de 15 cartuchos 9 x 19 Parabellum. La P226 Blackwater fue descontinuada en 2009 con el lanzamiento de la P226 Blackwater Tactical - una pistola casi idéntica, con cargadores de 20 cartuchos 9 x 19 Parabellum. Desde esa fecha la Blackwater Tactical ha sido descontinuada, siendo reemplazada por la Tactical Operations. Es básicamente la misma pistola, pero sin los marcajes de la Blackwater.

### P226 SCT
La P226 SCT (acrónimo de Super Capacity Tactical) es una P226 fosfatada y bañada en Nitron, que tiene entalles de amartillado en la parte frontal, un riel para montar accesorios, alza nocturna SIGLITE, un punto de mira de fibra óptica con tritio TRUGLO y cuatro cargadores de nuevo diseño para 20 cartuchos 9 x 19 Parabellum o de 15 cartuchos .40 S&W.

### P226 Equinox

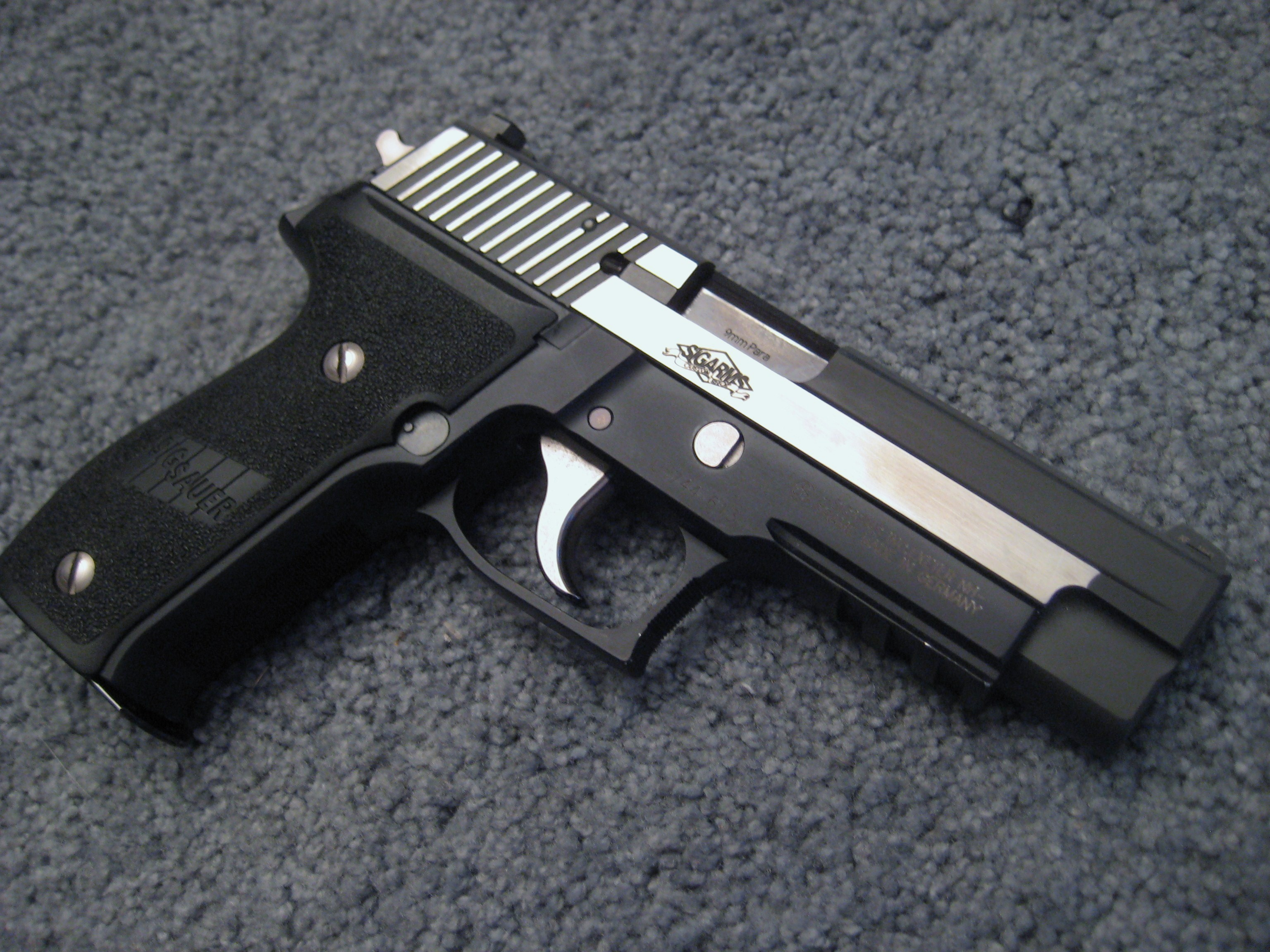
Una SIG-Sauer P226 Equinox.

La P226 Equinox dispara el cartucho .40 S&W y tiene un diseño bicolor. Este se logra mediante el pulido de las secciones planas de la corredera de acero y los controles niquelados de la pistola. La P226 Equinox está equipada con un punto de mira de fibra óptica con tritio TRUGLO, alza nocturna SIGLITE, riel SIG para accesorios y cachas de madera laminada de color gris.

### P226 ST
La SIG Sauer P226 ST fue una versión de producción limitada hecha de acero inoxidable de la SIG P226. Es más pesada que una P226 estándar porque el armazón está hecho de acero inoxidable en lugar de aluminio. Con el cargador lleno pesa 1,19 kg respecto a los 964 g de la versión estándar con armazón de aluminio. Se afirma que el peso adicional del armazón de acero inoxidable ofrece una mayor reducción del retroceso y una rápida puntería entre disparos, siendo un arma usual entre los participantes de competiciones de Tiro Práctico. La P226 Stainless tiene un cañón pavonado y un riel Picatinny M1913. Estos armazones fueron fabricados en Alemania. Los prototipos fueron probados en 2004 y entró en producción con una cantidad muy limitada de unidades. La P226 ST ya no se produce más.

### P226 S Sport Stock
La P226 Sport Stock fue producida en cantidades limitadas en Alemania en 2002 y 2004. Estaba hecha de acero inoxidable, con un guardapolvo incorporado en el armazón reforzado, un cañón pesado con una longitud de 111,76 mm, controles alargados y originalmente equipada con cachas Hogues y mecanismos de puntería LPA. Estas pistolas son mencionadas con frecuencia como los antecesores SIG Mastershop de la serie X.

### P226R HSP
Puestas a la venta el 11 de septiembre de 2005, las pistolas P226R HSP (acrónimo de Homeland Security Pistol) son el mismo modelo que la SIG fabricó para el Departamento de Seguridad Nacional de los Estados Unidos. Estuvo disponible un lote de edición limitada de 1.000 pistolas P226R HSP, que tenían grabada la bandera estadounidense y el número de serie Homeland Security X de 1.000. Cada pistola disparaba el cartucho .40 S&W y lleva grabado el número de serie con código de barras, al igual que aquellas suministradas al DSN. La P226R HSP también está equipada con el nuevo gatillo DAK, una corredera de acero inoxidable bañada en Nitron, mecanismos de puntería nocturnos SIGLITE y un armazón de aleación ligero con riel.
También está disponible el modelo P229R HSP, con las mismas características.

### P226 X-Five

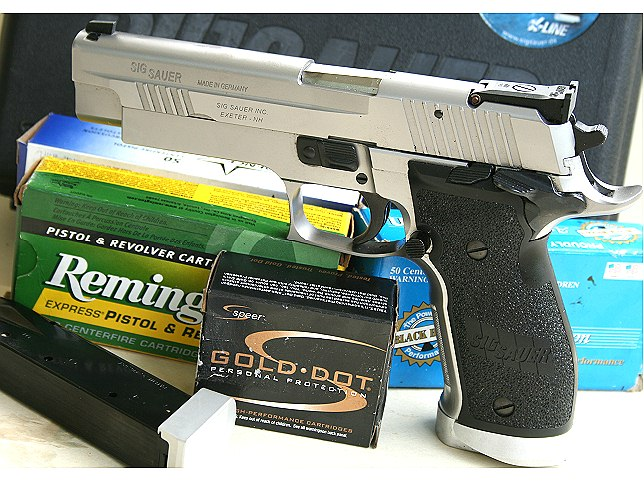
Una P226 X-5.

La SIG Sauer P226 X-Five es una variante de competición de la P226 que tiene un cañón y una corredera con una longitud de 127 mm, empuñadura con resalte alargado y un alza ajustable. Destinada para competiciones de tiro como la IPSC Wa1500 y otras modalidades de tiro al blanco, la X-Five es ajustada y ensamblada manualmente en Alemania, su precisión rivalizando con la SIG Sauer P210. Está disponible para los cartuchos 9 x 19 Parabellum y .40 S&W, con cinco modelos disponibles en Estados Unidos:
- El modelo "Competition" tiene un gatillo de acción simple, seguro ambidiestro, brocal del cargador acampanado y cargadores de gran capacidad (19 cartuchos 9 x 19 Parabellum y 14 cartuchos .40 S&W).
- El modelo "Level-1" tiene además un gatillo de acción simple ajustable y cachas de madera Nill.
- El modelo "Lightweight" es similar al "Level-1", pero tiene un armazón de aleación en lugar de acero inoxidable (los modelos estadounidenses solo están disponibles en calibre 9 mm).
- El modelo "Allround" tiene un gatillo de doble acción, palanca de desamartillado y un brocal del cargador estándar para utilizar los cargadores de la P226.
- El modelo "Tactical" tiene un acabado negro de Ilaflon y un armazón pesado de aleación con riel SIG, así como mecanismos de puntería nocturnos de contraste fijo o de tritio. Está disponible en acción simple y solamente en calibre 9 mm.[11]
- El modelo "Norway" es un modelo de edición sumamente limitada, que fue creado para las Fuerzas Especiales noruegas y está hecho de acero inoxidable bañado con PVD. Se importaron a Estados Unidos unas 16 pistolas de este modelo, por lo que son muy escasas.

Todos los modelos de la SIG P226 X-Five incluyen un blanco de prueba de la fábrica, con una agrupación de disparos por debajo de 50 mm efectuados a una distancia de 25 m.

### P226 X-Six
La SIG P226 X-Six está diseñada, fabricada y publicitada como una pistola de precisión en la línea de armas deportivas de la SIG. La X-Six tiene un armazón y una corredera alargados para albergar un cañón de 152 mm de longitud, seguro manual ambidiestro y un gatillo ajustable en peso de la presión, recorrido y parada. Para incrementar su origen deportivo, la X-Six tiene mecanismos de puntería ajustables de perfil bajo, entalles de agarre en la parte delantera de la corredera, cargador ligero agrandado y cachas deportivas Nill.
- La P226 X-Six también está disponible con un armazón de aluminio. Este modelo, llamado P226 X-Six AL, es idéntico a su contraparte con armazón de acero, excepto por su peso de 1.070 g.

### Serie X
La serie X fue lanzada en 2013. Es un rediseño y ampliación de los modelos de pistolas SIG Sauer de competición, consistiendo en las nuevas pistolas X-Short (con cañones de longitud comparable a la P226 estándar) y versiones actualizadas de la X-Five y la X-Six. Las tres longitudes de cañón están disponibles en configuración Classic, Match y Supermatch. Además, están disponibles algunos modelos especializados que solo tienen cañones de una o dos longitudes. La serie tiene una gran intercambiabilidad de piezas, junto a una amplia gama de accesorios. Por ejemplo, los mecanismos de puntería pueden ser rápidamente reemplazados desatornillando un tornillo y soltando algunas presillas.
- El modelo "Classic"[12] es el más parecido a los antiguos modelos X-Five y X-Six. Tiene cachas de madera de nogal, botón del retén del cargador corto, gatillo de acción simple ajustable y mecanismos de puntería con ajuste micrométrico.
- El modelo "Match"[13] tiene cachas de madera laminada de color negro, botón del retén del cargador alargado, martillo esquelético, gatillo esquelético de acción simple y mecanismos de puntería con ajuste micrométrico.
- El modelo "Supermatch"[14] es el principal modelo de competición. Tiene cachas G10, botón del retén del cargador estilo deportivo, martillo esquelético, gatillo de acción simple ajustable para competición y una palanca de desarme.
- El modelo "Allround"[15] es el más parecido a la P226 estándar de esta serie. Tiene el conjunto de gatillo de doble acción de una X-Five, la palanca de desamartillado y los mecanismos internos de seguridad. Esta pistola está destinada para la división IPSC Production.[16]
- El modelo "SO Series"[17] está destinado para las competencias con pistola militar/policial. Tiene dos variantes, que se distinguen por el material del que está hecho su armazón. El modelo SO tiene un armazón de acero, mientras que el AL SO SAO tiene armazón de aluminio. Ambas versiones tienen mecanismos de puntería fijos (montados sobre una plancha adaptadora), gatillo de acción simple, botón del retén del cargador corto y cachas de polímero.
- El modelo "X-Press"[18] está basado en la X-Five y el usuario puede instalarle los accesorios que desee.

Además, la tienda oficial de SIG Sauer tiene tres modelos basados en la configuración Supermatch para competencias más especializadas. La X-Five Open está destinada para la división IPSC Open, mientras que las X-Six PPC y X-Six PPC Open están destinadas para las competencias PPC 1500.

### P226 Elite

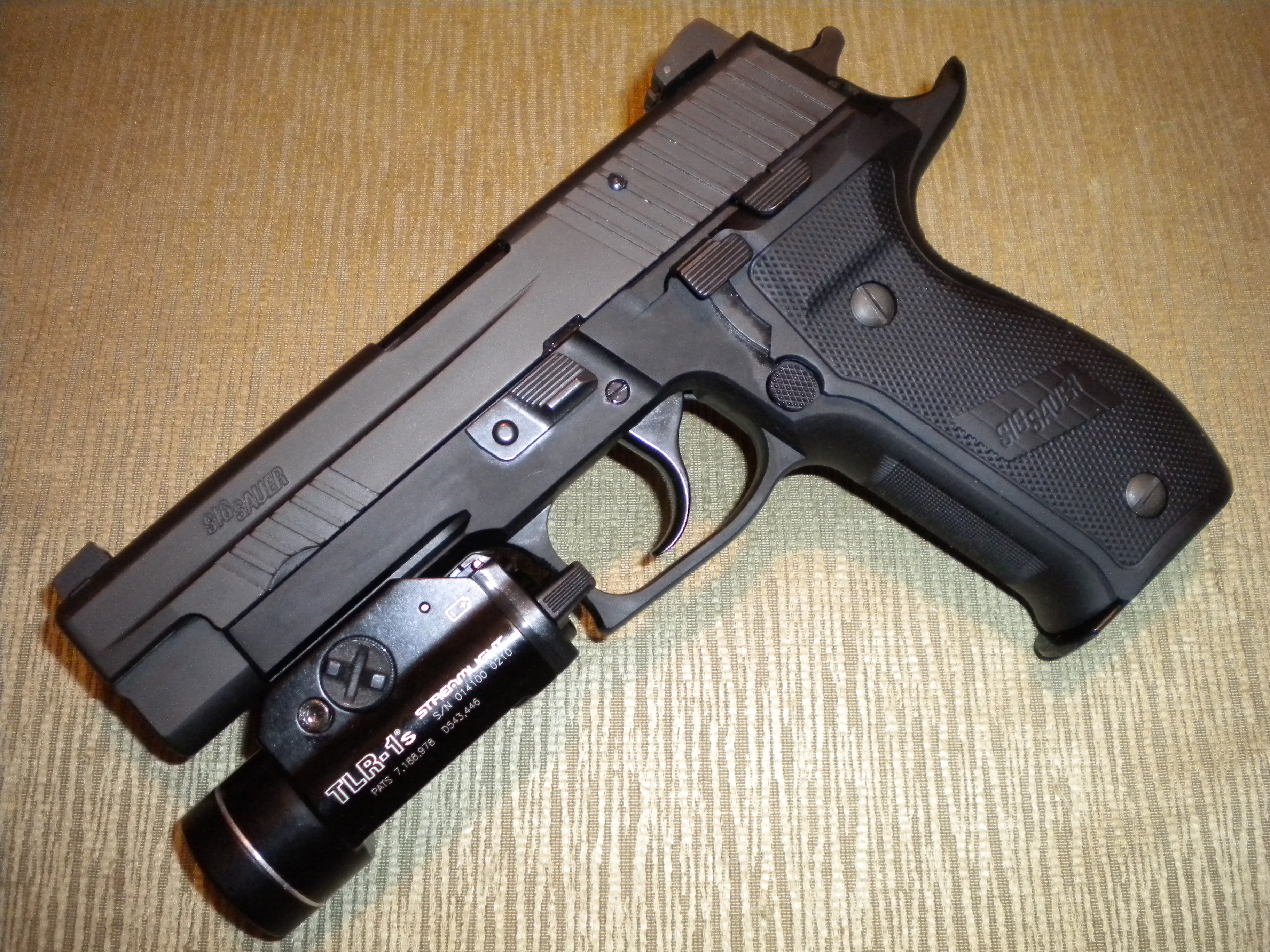
Una SIG Sauer P226 Elite Dark con linterna táctica Streamlight TLR-1s acoplada. Nótese el resalte alargado de la empuñadura.

La P226 Elite agrega un resalte ergonómico alargado, entalles de amartillado frontales, el frente de la corredera cuadrillado, cachas de madera personalizadas, mecanismos de puntería para combate nocturno ajustables y un gatillo SRT (acrónimo de Short Reset Trigger, gatillo con descanso corto). Los ingenieros de la SIG diseñaron el gatillo SRT para ofrecer la misma seguridad y funcionamiento del gatillo de doble acción SIG, con un descanso que es 60% más corto para poder volver a su posición durante disparos muy rápidos. La Elite Dark está equipada con cachas de aleación producidas por Hogue, en lugar de cachas de madera. La Platinum Elite también tiene cachas de aluminio. Las pistolas de la serie P226 Elite pueden disparar los cartuchos 9 x 19 Parabellum, .357 SIG y .40 S&W.

### P226 Combat
Al igual que la anterior P220 Combat, los modelos P226 Combat y P226 Combat TB (acrónimo de Threaded Barrel, cañón roscado) están disponibles en doble acción. Sus armazones son de color "Flat Dark Earth", para cumplir los requisitos del Programa de Pistola de Combate (Combat Pistol Program). El modelo Combat viene con mecanismos de puntería nocturnos, armazón y corredera bañados en Nitron, entalles de amartillado en la parte delantera de la corredera, cachas de polímero color marrón arena y un riel Picatinny M1913 estándar, así como piezas internas fosfatadas. El cañón del modelo TB tiene 15 mm adicionales, así como un roscado externo que le permite montar un silenciador.

### P226 E2

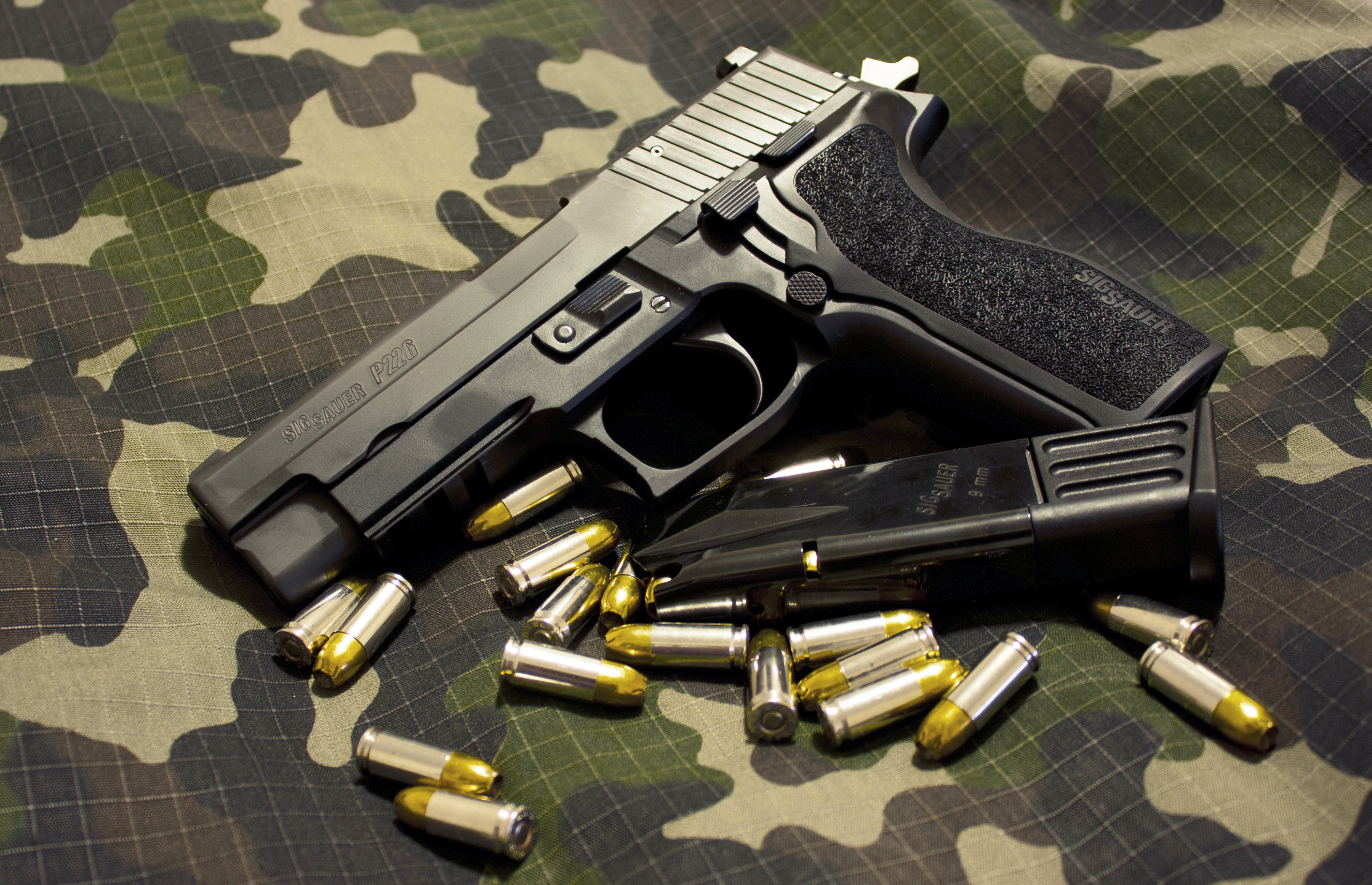
Una SIG Sauer P226 E2. Se puede ver el cargador de 10 balas.

Introducida en el SHOT Show 2010, la P226 E2 fue una importante actualización de la serie P226 en aquel entonces. La 'E2' (leída como "E al cuadrado), o también conocida como "Enhanced Ergonomics" (Ergonomía Mejorada), fue el intento de la SIG Sauer por hacer que la pistola con armazón grande sea más ergonómica para personas con manos pequeñas o de tamaño medio. Tenía una empuñadura de menor tamaño y un gatillo de alcance reducido que había retocedido más de 13 mm, lo cual permitía una mejor manipulación y control para más tiradores. Otras características estándar eran el gatillo SRT y cachas de una sola pieza con textura rugosa que envolvían la empuñadura. Su producción cesó a fines de 2010, pero el sistema de cachas tipo E2 fue adoptado e instalado en otras variantes de la P226.

### P226/P229 Classic 22
El principal propósito de este modelo de 5,5 mm es el entrenamiento o el tiro al blanco. La Classic 22 tiene una corredera de aluminio bañada con Nitron (en lugar de la corredera de acero inoxidable estándar) y un cañón calibrado para el cartucho .22 Long Rifle. La corredera de la Classic 22 tiene un resorte recuperador más ligero y una varilla guía de plástico. También incorpora el mismo armazón y funcionamiento de los modelos de la P226 que disparan cartuchos de percusión central. Esta pistola está disponible como un arma individual, o como un juego de conversión para pistolas P226 o P229. También existen juegos de conversión (los SIG Sauer X-Change Kits) para convertir una pistola de 5,5 mm en una de 9 mm o 10 mm. La conversión se efectúa al desarmar la pistola, reemplazar la corredera y el cargador.
La Classic 22 utiliza un cargador de polímero de 10 cartuchos, en lugar de los cargadores de acero de las pistolas y juegos de conversión.
La P226 Classic 22 no debe confundirse con la SIG Sauer Mosquito. Mientras que la Classic 22 es una P226 de tamaño estándar, la Mosquito está basada en la P226 pero es un 90% más pequeña. Además, la Classic 22 es fabricada por la SIG Sauer, mientras que la Mosquito es fabricada bajo licencia por la German Sport Guns GmbH.

### P226 LDC
En 2014, la división deportiva de la SIG Sauer introdujo en Alemania la P226 LDC. Esta versión está hecha para diversas modalidades de tiro al blanco, estando equipada con una cubierta guardapolvo más larga y un riel Picatinny M1913. También tiene las cachas E2, el gatillo SRT, punto de mira HiViz, alza ajustable y martillo esquelético. Su cargador tiene una capacidad de 17 cartuchos.

### P226 Legion
En 2015, la SIG Sauer anunció el lanzamiento de la serie de pistolas Legion, que incluye la P226 Legion (disponible para los cartuchos 9 x 19 Parabellum, .357 SIG y .40 S&W) y la P226 SAO Legion (9 x 19 Parabellum). La P226 Legion incluye algunas modificaciones de la P226 original, tales como mecanismos de puntería mejorados, baño de PVD gris, cachas personalizadas, resalte reducido, varilla guía de acero macizo y gatillo personalizado.

### P228 (M11)

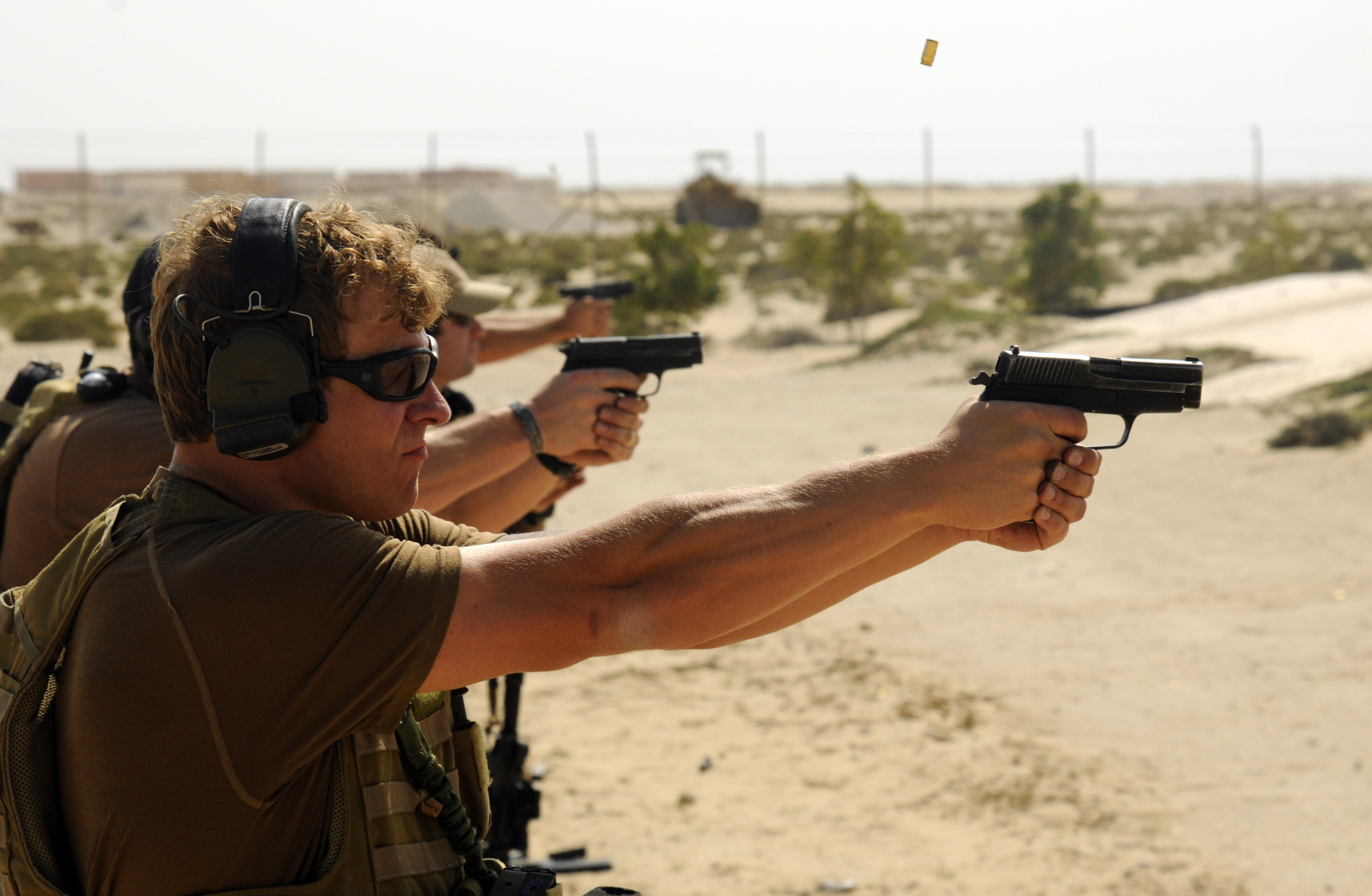
Miembros del Equipo de Desactivación de Explosivos de la Armada de los Estados Unidos disparando en un polígono de tiro.

La P228 es una versión compacta de la P226, que es empleada por diversas agencias policiales y las Fuerzas Armadas de los Estados Unidos, donde es designada como M11. La P228 tiene una corredera y un cañón más cortos que la P226. Al contrario de la P226, la P228 solo puede disparar el cartucho 9 x 19 Parabellum desde un cargador con capacidad de 13 cartuchos, pero también puede utilizar los cargadores de 15 o 20 cartuchos de la P226.
A cierta distancia, la P228 puede distinguirse de la P226 al comparar sus guardamontes (el de la P228 es curvado, mientras que el de la P226 es ligeramente ganchudo) y la longitud de sus correderas y cañones (el cañón de la P228 tiene una longitud de 99 mm, por lo que su corredera será más corta). Cuando son puestas una al lado de otra, la P228 se verá ligeramente más corta (15 mm más corta) que la P226. El cargador de gran capacidad de la P226 puede emplearse en la P228, aunque sobresaldrá de la base de su empuñadura. Las ventas de la P228 en el mercado civil cesaron con la introducción de la P229 de 9 mm, pero se reiniciaron de forma limitada con la introducción de la variante P228R con riel para accesorios.
La P229 es casi idéntica a la P228, sin embargo su corredera está hecha de acero inoxidable fresado (respecto a la corredera de acero al carbono forjado de la P228) y está disponible para los cartuchos 9 x 19 Parabellum, .40 S&W y .357 SIG. En el verano de 2012, la SIG Sauer anunció que estaría lanzando la M11A1, que básicamente es una P229 de 9 mm con corredera fresada y cachas marcadas con P228, gatillo SRT, mecanismos de puntería nocturnos SIG Lite con tritio, cargador de 15 cartuchos MecGar, número de serie y etiqueta inteligente de tipo militar. A fines de ese año, las pistolas M11b de la Fuerza Aérea fueron lanzadas al mercado civil. La M11 será reemplazada en el Ejército y la Fuerza Aérea a través del programa XM17 Modular Handgun System.
El 19 de enero de 2017, se anunció que la SIG Sauer P320/M17 Compact fue seleccionada para reemplazar a la M11 como pistola estándar estadounidense. Un factor que le hizo ganar la competencia fue la facilidad de utilizar tres cartuchos diferentes (9 x 19 Parabellum, .357 SIG y .40 S&W) desde el mismo armazón básico.

### P229

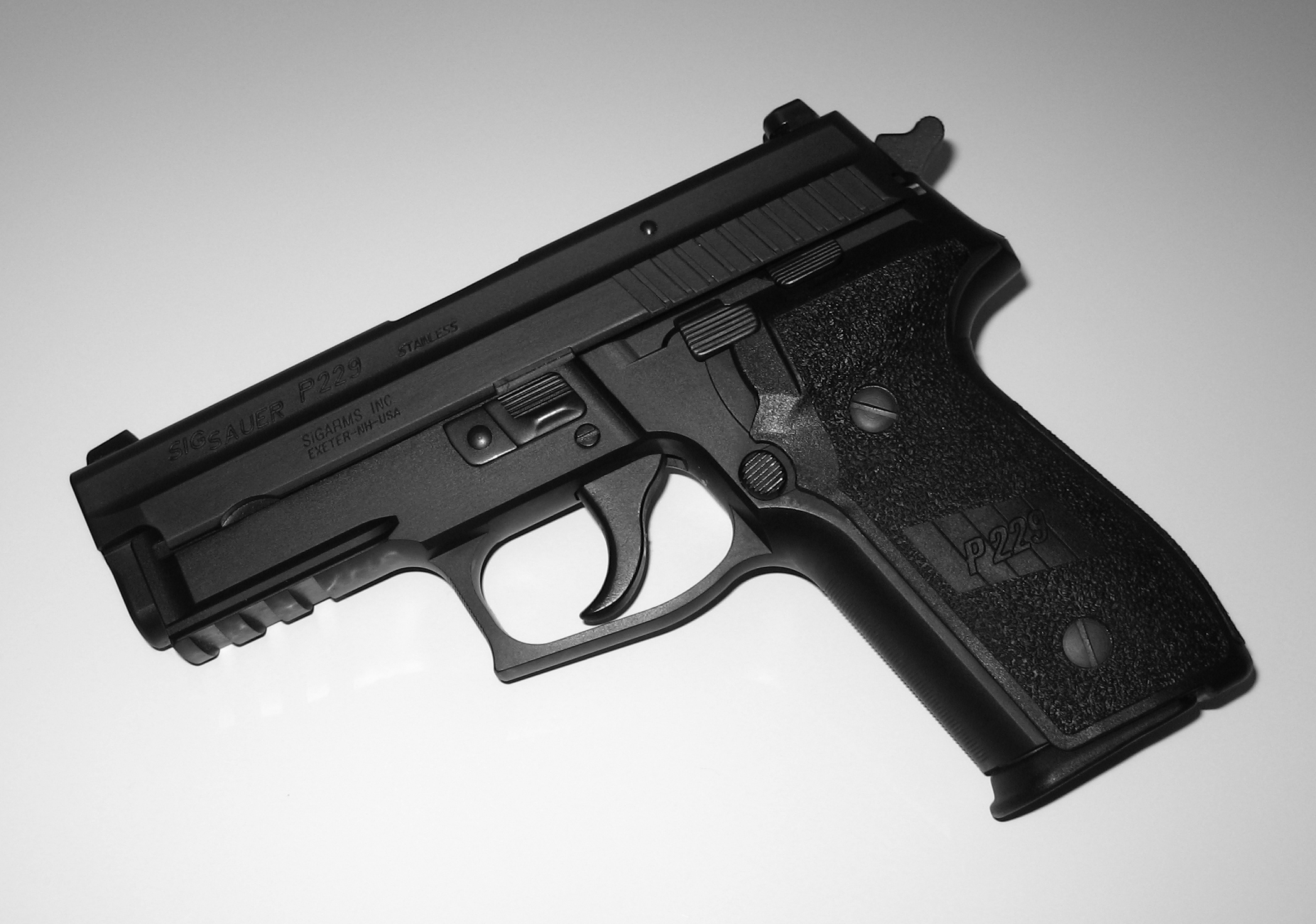
Una SIG Sauer P229R. La "R" indica su riel para accesorios.

La P229 es una pistola compacta empleada con frecuencia como arma de reserva o para porte oculto. La versión estándar tiene un gatillo de doble acción. Esta pistola también está disponible en la variante DAK (Doble Acción Kellermann), que es de doble acción única y tiene un gatillo con dos puntos de descanso, más ligero y con menor resistencia que el de las pistolas de doble acción única tradicionales. La mayoría de las variantes de la P226 mencionadas más arriba también están disponibles para la P229, incluyendo la opción Equinox, la serie Elite y el modelo SAS GEN 2.
La P229 se distingue de la P226 en varios aspectos, siendo originalmente introducida para complementar y después reemplazar a la P228 al añadir los modelos que disparaban los cartuchos .357 SIG y .40 S&W. La P229 fue la primera pistola que disparaba el cartucho .357 SIG. La P226 y la P228 fueron fabricadas originalmente con una corredera de chapa de acero estampado montada sobre un armazón de aleación de aluminio. La P229 tiene una corredera de acero inoxidable fresado mediante control numérico, usualmente de color negro y bañada con Nitron. La corredera de acero fresado de la P229 fue introducida para controlar las altas velocidades creadas por los cartuchos .357 SIG y .40 S&W, que no podían ser controladas por la corredera de chapa de acero estampado de la P228 sin el uso de un muelle recuperador más fuerte. Esto habría dificultado la carga y recarga, por lo cual era más práctico el uso de una corredera de acero fresado (aunada a las nuevas capacidades de fresado y producción de acero inoxidable en la fábrica estadounidense) con un muelle recuperador estándar.
El muelle recuperador estándar de la P229 tiene una fuerza de 71 N. Se habría necesitado un muelle recuperador con una fuerza de 89 N o más si se hubiese empleado una corredera de chapa de acero estampado para los cartuchos .40 S&W y .357 SIG. Según la SAAMI, Las presiones máximas dentro de la recámara para los cartuchos 9 x 19 Parabellum, 9 x 19 Parabellum +P, .357 SIG y .40 S&W son las siguientes: 240 MPa (35,000 psi), 265 MPa (38,500 psi), 240 MPa (35,000 psi) y 280 MPa (40,000 psi). La corredera de la P226 fue rediseñada de forma similar y las ventas en el mercado civil de la P228 cesaron a inicios de 2005 por su decreciente número y la aparición de la P229 de 9 mm. La P226 y la P229 están disponibles con rieles para accesorios y armazones de acero inoxidable forjados opcionales.
La P229 puede disparar los cartuchos .22 Long Rifle, 9 x 19 Parabellum, .40 S&W y .357 SIG. El cambio entre el .40 S&W y el .357 SIG apenas se reduce a cambiar el cañón. Los cañones de conversión también permiten a una P229 o P226 pasar del .40 S&W/.357 SIG al 9 x 19 Parabellum. Los cargadores suministrados con los modelos que disparan el cartucho .40 S&W también pueden usar los cartuchos .357 SIG. El mdelo de 9 mm (tanto con riel como sin este) puede modificarse para disparar el .22 Long Rifle, pero en el pasado su corredera no estaba diseñada para prover el espacio necesario a fin de poder disparar los cartuchos .357 SIG y .40 S&W. Como la SIG Sauer empezó a adoptar lentamente el sistema de cachas tipo E2 en la serie del modelo P229 en 2011 - una maniobra similar a la empleada con la P226 - empezaron a utilizar las dimensiones del armazón para los cartuchos .357 SIG y .40 S&W. en sus P229 de 9 mm, presumiblemente para agilizar el número de variantes según las piezas de su inventario. Aunque la empresa anunció que los cargadores de la vieja configuración seguirán funcionando en el armazón de nueva configuración, la SIG Sauer rediseñó los cargadores de serie de la P229 de 9 mm para que puedan emplearse en el brocal agrandado del armazón de nueva configuración. Por lo tanto, los nuevos cargadores no son retrocompatibles debido a su mayor anchura.

### Versión DAK

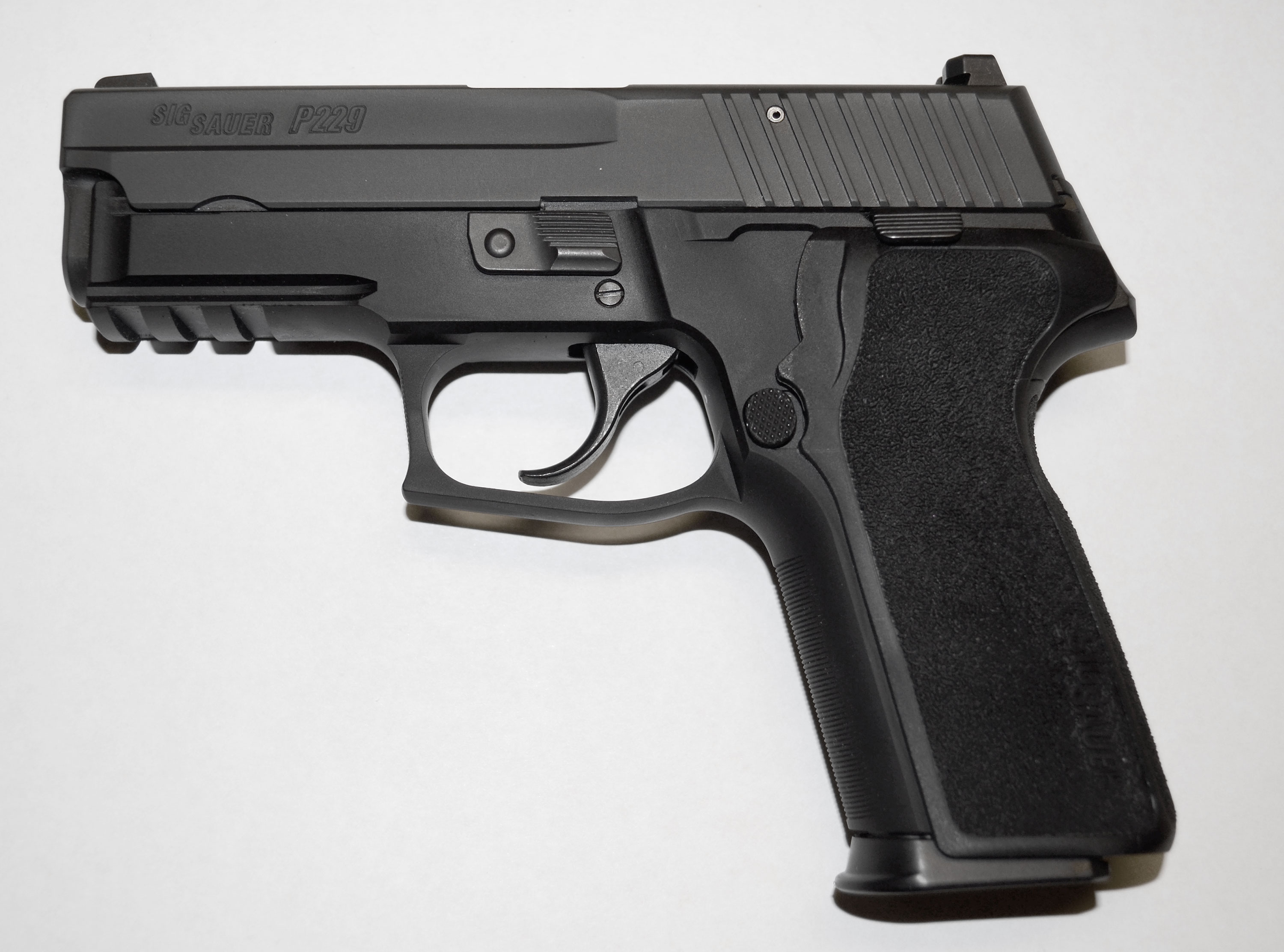
Una SIG Sauer P229R DAK mostrando el riel para accesorios, martillo recortado y la falta de la palanca de desamartillado en comparación con la P229 estándar.

La SIG Sauer lanzó una versión modificada de sus pistolas de doble acción única llamada DAK (acrónimo de Doble Acción Kellerman, en honor de Harald Kellermann, que diseñó el sistema de gatillo en Eckernförde, Alemania). El gatillo DAK está disponible para los modelos P220, P226, P229 y P239. Cuando se dispara la pistola, la primera presión del gatillo tiene una fuerza de 29 N (en comparación a los 44 N de las pistolas de doble acción única estándar). Después del disparo, el gatillo se mueve hacia adelante, con un punto intermedio de descanso que está aproximadamente a la mitad del recorrido hacia el punto de descanso. La presión del gatillo desde este punto intermedio es de 38 N. Si el gatillo completa su recorrido hacia adelante, esto activará el punto de descanso principal y será necesaria una fuerza de 29 N para apretar el gatillo. Para activar el punto de descanso intermedio, el gatillo debe mantenerse apretado mientras se acciona la corredera, ya sea manualmente o por el retroceso del cartucho disparado. La pistola puede amartillarse al presionar el gatillo un poco después del punto de descando, detenerlo y soltarlo.
La Guardia Costera de Estados Unidos empezó la transición a la SIG P229R de 10 mm en 2004, con el primer lote de 14.000 pistolas enviado desde la fábrica. Según la SIG Sauer, se dispararon más de 3 millones de cartuchos durante las pruebas gubernamentales. La "R" indica el riel para accesorios delante del guardamonte.

### P224
La P224 es una variante subcompacta de la P229. Cuando se anunció el nuevo modelo en enero de 2012, la serie solo podía disparar los cartuchos .357 SIG y .40 S&W, estando equipada con un gatillo DAK. La SIG Sauer anunció que expandiría la serie para incluir un gatillo de doble acción, un gatillo SRT de doble acción y que añadiría una versión de 9 mm en el futuro. Para 2013, la P224 estaba disponible para los dos cartuchos originales y el gatillo DAK con cuatro variantes: SIG Anti-Snag (SAS), Nickel, Extreme y Equinox. La producción de la pistola ha cesado desde entonces.
La P224 tiene una longitud de 170 mm, en comparación a los 180 mm de la P229. También es 23 mm más corta con sus 110 mm y 5,1 mm más delgada con sus 33 mm respecto a la P229. Pesa 190 g menos que el armazón de aleación de la P229 y 420 g menos que el armazón de acero inoxidable de la P229. El cargador estándar de la P224 tiene una capacidad de 10 cartuchos .357 SIG/.40 S&W y 12 cartuchos 9 x 19 Parabellum. También puede usar los nuevos cargadores de la P229, que tienen mayor capacidad.

## Usuarios
| País                   | Organización | Modelo                                                                   |
| ---------------------- | --- | ------------------------------------------------------------------------ |
| Alemania               | Los Spezialeinsatzkommando (SEK) de la Policía, y la Policía Federal de Investigación Criminal                                                                                                   | P226, P229                                                               |
| Argentina              | Policía Federal Argentina | P226                                                                     |
| Argentina              | Policía de Mendoza | P226                                                                     |
| Bangladés              | SWADS de la Armada de Bangladés | P226, P228, P229                                                         |
| Bangladés              | Fuerza Especial de Seguridad (FES) del Ejército de Bangladés | P226, P228, P229                                                         |
| Bielorrusia            | Grupo Alfa de la ASERB | P226                                                                     |
| Birmania               | Ejército de Birmania | MA-6 (copia sin licencia de la P226)                                     |
| Canadá                 | Fuerzas Armadas Canadienses | P226, P229                                                               |
| Canadá                 | Policía de Fredericton | P226                                                                     |
| Canadá                 | Policía Montada del Canadá | P226                                                                     |
| Canadá                 | Parliamentary Protective Service | P226DAK                                                                  |
| Canadá                 | Policía Provincial de Ontario, Servicios Policiales de los Primeros Pueblos | P229                                                                     |
| Canadá                 | Royal Newfoundland Constabulary | P226                                                                     |
| Canadá                 | Servicio Policial de Lethbridge | P226                                                                     |
| Canadá                 | Departamento de Policía de Vancouver | P226                                                                     |
| Chile                  | Policía de Investigaciones de Chile | P229                                                                     |
| Colombia               | Policía Nacional de Colombia | P226, P228                                                               |
| Corea del Sur          | Flotilla de Guerra Naval Especial | P226N                                                                    |
| Egipto                 | Unidad 777 | P226                                                                     |
| El Salvador            | Ejército de El Salvador | P226                                                                     |
| Emiratos Árabes Unidos | Ejército de los Emiratos Árabes Unidos | P228                                                                     |
| Emiratos Árabes Unidos | Diversas Fuerzas especiales | P228                                                                     |
| España                 | Grupo Especial de Operaciones (GEO) del Cuerpo Nacional de Policía | P226                                                                     |
| España                 | Policía Municipal de Bilbao | P226                                                                     |
| Estados Unidos         | Ejército de los Estados Unidos | P228 (designada como M11)                                                |
| Estados Unidos         | Comando de Investigación Criminal del Ejército de los Estados Unidos | P229                                                                     |
| Estados Unidos         | Oficina de Investigaciones Especiales de la Fuerza Aérea de los Estados Unidos |                                                                          |
| Estados Unidos         | Guardia Costera de Estados Unidos | P229R DAK (.40 S&W)                                                      |
| Estados Unidos         | Departamento de Seguridad Nacional de los Estados Unidos | P229 DAK (.40 S&W)                                                       |
| Estados Unidos         | Servicio de Seguridad Diplomática de Estados Unidos (Departamento de Estado) | P226R, P228, P229, P229R (9 x 19 Parabellum)                             |
| Estados Unidos         | Servicio Federal de Alguaciles Aéreos | P229 (.357 SIG)                                                          |
| Estados Unidos         | Servicio de Investigación Criminal Naval | P228, P229                                                               |
| Estados Unidos         | SEAL | P226 (designada como MK25), P229 (9 x 19 Parabellum)                     |
| Estados Unidos         | Armada de los Estados Unidos | P226R (9 x 19 Parabellum) y P228 (designada como M11, 9 x 19 Parabellum) |
| Estados Unidos         | Policía del Departamento de Asuntos de Veteranos de los Estados Unidos | P229R DAK (9 x 19 Parabellum)                                            |
| Estados Unidos         | Servicio Secreto de los Estados Unidos | P229R (.357 SIG)                                                         |
| Estados Unidos         | Servicio de Inspección Postal de los Estados Unidos | P229R DAK (.40 S&W)                                                      |
| Estados Unidos         | División Rangers de Texas | P226 (.357 SIG)                                                          |
| Estados Unidos         | Departamento de Policía de Nueva York | P226 DAK (9 x 19 Parabellum)                                             |
| Estados Unidos         | Policía del Estado de Delaware | P226, P229 (.357 SIG)                                                    |
| Estados Unidos         | Patrulla de Carreteras del Estado de Ohio | P226 (.40 S&W)                                                           |
| Estados Unidos         | Departamento de Policía de Orlando | P226R (9 x 19 Parabellum)                                                |
| Estados Unidos         | Departamento de Policía del Condado de Anne Arundel | P229R DA/SA (.40 S&W)                                                    |
| Estados Unidos         | Departamento de Policía de Memphis | P229 DAK                                                                 |
| Estados Unidos         | Oficina del Sheriff del Condado de Shelby | P226, P229 DAK (.40 S&W)                                                 |
| Estados Unidos         | Policía del Estado de Connecticut | P229 (.40 S&W)                                                           |
| Estados Unidos         | Departamento de Policía de Dallas | P226 DAK (9 x 19 Parabellum o .357 SIG)                                  |
| Estados Unidos         | Departamento de Policía de Ferguson, Missouri | P229 (.40 S&W)                                                           |
| Estados Unidos         | Departamentos de Policía de la Universidad de California (UCLA) | P226R (.40 S&W)                                                          |
| Estados Unidos         | Policía del Estado de Nueva Jersey | P228R (9 x 19 Parabellum)                                                |
| Estados Unidos         | Policía de Tránsito de Nueva Jersey | P229R (.40 S&W)                                                          |
| Estados Unidos         | Departamento de Policía de Houston | P229R, P226 (.40 S&W)                                                    |
| Estados Unidos         | Departamento de Policía de Sacramento | P226R, P229R, P239                                                       |
| Estados Unidos         | Departamento de Policía de San Francisco | P226, P229R (.40 S&W)                                                    |
| Estados Unidos         | Equipo de Respuesta Táctica (ERT/SWAT) del Departamento de Policía de Tampa | P226R (9 x 19 Parabellum)                                                |
| Estados Unidos         | Departamento de Policía del Condado de Fairfax | P229R (.40 S&W)                                                          |
| Estados Unidos         | Departamento del Sheriff del Condado de Jefferson | P220R                                                                    |
| Filipinas              | Fuerza Aérea de Filipinas | P228                                                                     |
| Finlandia              | Ejército finlandés | P226                                                                     |
| Francia                | Groupe d’Intervention de la Gendarmerie Nationale (GIGN), unidad táctica de la Gendarmería Nacional                                                                                              | P226, P228                                                               |
| Francia                | Escouade de contre-terrorisme et de libération d'otages (ECTLO), unidad antiterrorista y de rescate de rehenes de la Armada francesa                                                             | P226                                                                     |
| Georgia                | Es empleada por la Policía y Fuerzas especiales. | P226                                                                     |
| Guatemala              | Ejército de Tierra de Guatemala | P226                                                                     |
| Grecia                 | EKAM, unidad antiterrorista de la Policía griega | P229                                                                     |
| India                  | Ejército de la India | P226                                                                     |
| Indonesia              | Komando Pasukan Khusus (Kopassus), unidad especial del Ejército de Indonesia | P226, P228                                                               |
| Indonesia              | Komando Pasukan Katak (Kopaska), unidad de buzos tácticos de la Armada de Indonesia | P226, P228                                                               |
| Irán                   | Fuerzas Armadas de Irán | ZOAF (copia sin licencia de la P226)                                     |
| Irlanda                | Army Ranger Wing del Ejército de Irlanda | P226, P228                                                               |
| Irlanda                | Garda Síochána; SDU, ERU, RSU, NBCI, Drugs and Organised Crime Bureau | P226                                                                     |
| Israel                 | Fuerzas Especiales israelíes | P226, P228                                                               |
| Japón                  | Unidad Especial de Abordaje | P226R                                                                    |
| Luxemburgo             | Unité Spéciale de la Police de la Policía Gran Ducal | P226, P228                                                               |
| Malasia                | Real Policía de Malasia | P226, P228                                                               |
| Malasia                | 10.ª Brigada Paracaidista | P226                                                                     |
| Malasia                | Grup Gerak Khas | P226                                                                     |
| Malasia                | Special Task And Rescue | P226-X Five                                                              |
| Malasia                | Pasukan Gerakan Khas | P226                                                                     |
| México                 | Secretaría de la Defensa Nacional | P226                                                                     |
| México                 | Cuerpo de Fuerzas Especiales de México | P226                                                                     |
| Noruega                | Unidad de Respuesta de Emergencia | P226                                                                     |
| Nueva Zelanda          | Ejército de Nueva Zelanda | P226, P226R designada como P226AL                                        |
| Países Bajos           | Unit Interventie Mariniers (UIM) del Cuerpo de Marines de los Países Bajos | P226                                                                     |
| Pakistán               | Grupo de Servicio Especial del Ejército de Pakistán | P226, P229 y P228                                                        |
| Pakistán               | Fuerza Antinarcóticos | P226, P229 y P228                                                        |
| Polonia                | Unidad especial GROM | P228                                                                     |
| Portugal               | Ejército Portugués | P228                                                                     |
| Reino Unido            | Ejército británico (emplea la P226 estándar designada como L105A1 y una versión mejorada con acabado resistene a la corrosión designada como L106A1, al igual que la P229 designada como L117A2) | P226, P229                                                               |
| Reino Unido            | Special Air Service | P226, P228 (designada como L107A1)                                       |
| Reino Unido            | Policía del Ministerio de Defensa | P229                                                                     |
| Reino Unido            | Policía de West Midlands | P229                                                                     |
| Singapur               | Fuerzas Armadas de Singapur | P226                                                                     |
| Suecia                 | Policía de Suecia | P226, P228, P229                                                         |
| Suiza                  | Diversas agencias policiales y las Fuerzas Armadas de Suiza utilizan el Pistolet 03 (2003) | P226, P228                                                               |
| Turquía                | Fuerzas Especiales | P229                                                                     |
| Turquía                | Grupo de Ataque Subacuático de la Armada de Turquía | P226, P229                                                               |
| Venezuela              | Fuerza Armada Nacional Bolivariana | P226                                                                     |